# Duma Nokwe
Philemon Pearce Dumasile (Duma) Nokwe (buitenwijk South Evanton van Johannesburg, 13 mei 1927 - Lusaka, Zambia, 12 januari 1978) was een Zuid-Afrikaanse jurist.
In 1956 was hij de eerste zwarte Zuid-Afrikaanse advocaat. Verder was hij van 1953 tot 1958 voor het ANC actief; eveneens was hij een poosje secretaris van de jeugdafdeling van deze zwarte verzetsorganisatie. Daarnaast zette hij demonstraties op tegen de apartheid. Nokwe bleef tot het einde zijn leven vechten voor gelijke rechten voor de zwarten in zijn land. Hij overleed na een kort ziekbed op 50-jarige leeftijd.